# Studies in Ethnicity and Nationalism
Studies in Ethnicity and Nationalism, antes The ASEN Bulletin, es una revista científica arbitrada interdisciplinaria sobre nacionalismo. Es publicada semestralmente (publica tres números por volumen) en nombre de la Asociación para el Estudio de la Etnicidad y el Nacionalismo (ASEN) por Wiley-Blackwell, y está disponible en línea vía Blackwell Synergy. 
Sus artículos se centran en cuestiones contemporáneas de etnicidad, raza y nacionalismo en todo el globo y todas las disciplinas, incluyendo ciencia política, sociología, antropología, economía, relaciones internacionales, historia y estudios culturales.

## Revistas similares
- Nations and Nationalism